# Osman II.

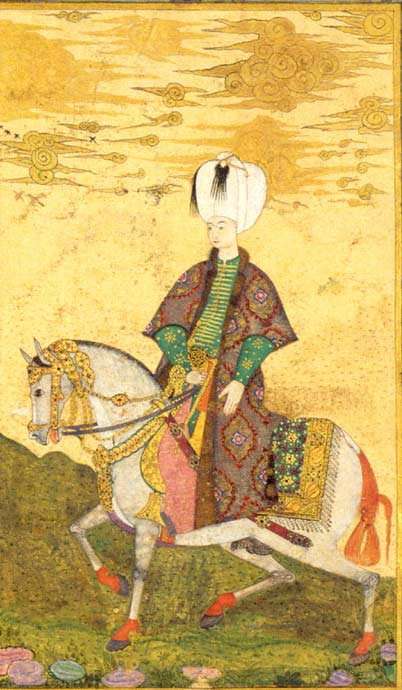
Osman II.

Osman II. (geboren 3. November 1604; gestorben 20. Mai 1622), auch Genç Osman (Der junge Osman), war Sultan des Osmanischen Reiches ab 1618. Er war der Sohn von Ahmed I.

## Leben
Osman II. bestieg mit 14 Jahren als Ergebnis eines Staatsstreiches gegen seinen Onkel Mustafa I.  den Thron. Trotz seiner Jugend führte er bald persönlich einen Feldzug gegen Polen-Litauen an. Schwer geschlagen durch Hetman Jan Karol Chodkiewicz bei Chotyn (polnisch Chocim; daher auch Schlacht bei Chocim) kehrte er im Jahr 1621 nach Istanbul zurück und sah den Grund für die Niederlage bei der Ineffizienz und der mangelnden Disziplin seiner Janitscharen.
Die Janitscharen waren seit 1590 zu einem unabhängigen Machtfaktor am osmanischen Hof mit eigener politischen Agenda geworden. Weil die Staatskasse den Sold für die Berufssoldaten immer öfter nicht bezahlen konnte, hatten die Janitscharen schon mehrmals gegen ihre Offiziere rebelliert und ihre Bezahlung erzwungen.

Tughra Osmans II.

Nach der Niederlage bei Chotyn nahm sich Osman II. vor, das Janitscharenkorps zu reformieren. Ihm schwebte die Aushebung einer neuen Armee vor, die sich vor allem aus seinen Truppen in Ägypten rekrutieren sollte. Unter dem Vorwand, die Pilgerreise nach Mekka durchführen zu wollen, ließ Osman II. seine Abreise nach Kairo vorbereiten. Als die wirklichen Pläne des Sultans jedoch bekannt wurden, initiierten die Janitscharen 1622 eine Palastrevolte. Sie ließen Osman II. gefangen nehmen und setzten seinen Vorgänger als Sultan Mustafa I. wieder ein. Osman wurde schließlich in der Festung Yedikule erdrosselt.
Die Regierungszeit Osmans II. bleibt aus zwei Gründen bemerkenswert. Zum einen sollte Osman der erste und vorerst einzige Sultan bis zur Tanzimatzeit sein, der versuchte, eine Militärreform durchzuführen. Zum anderen stellt der Putsch der Janitscharen einen neuen Höhepunkt in deren Streben nach politischer Macht dar. Zuvor waren die Janitscharen zwar bereits von konkurrierenden Gruppen am Hofe für verschiedene Intrigen genutzt worden. Die Absetzung Osmans hingegen war der erste Fall, in dem die Berufssoldaten allein ihre eigenen Interessen durchzusetzen versuchten.